# 파초일엽
파초일엽(芭蕉一葉, Asplenium antiquum)은 고사리목 꼬리고사리과에 속하는 여러해살이 식물이자 상록식물이다.
동아시아 온대 지방에 분포하는 양치식물로서 주로 중국, 일본, 한국, 타이완의 절벽, 어두운 숲, 나무 줄기에서 자생한다. 분주 또는 포자를 통해 번식한다. 길고 넓적한 잎이 뿌리줄기에서 무리지어 나오는데 둥그렇게 원형으로 돋아난 모습이 마치 큰 나팔 같아서 관상 가치가 높기 때문에 시중 온실에서는 외국으로부터 들여온 것을 원예용으로 팔고 있다.
잎은 앞면·뒷면에 걸쳐 밝은 녹색을 띠고 있으며 짧은 근경에서 돌려나온 모습을 띠고 있다. 잎은 짧은 잎자루, 좁게 나온 양쪽 끝 부분, 밋밋한 가장자리, 갈색을 띠는 포막이 특징이다. 잎의 전체 길이는 40~120cm이고 너비는 7~12cm에 달한다. 측맥은 비스듬하게 위쪽을 향하고 있는데 갈라져 있지 않은 경우가 있고 가장자리와 서로 연결된 경우가 있다. 측맥 앞쪽에는 선형을 띤 포자낭군이 잎 가장자리와 가까운 부분까지 달려 있는데 측맥의 전체 길이는 30.1~40.2mm, 너비는 0.7~1mm에 달한다.
파초일엽은 주로 그늘의 부식토에서 재배하지만 온실에서는 화초로 재배되기도 한다. 대한민국 제주특별자치도에 위치한 제주 삼도 파초일엽 자생지는 대한민국의 천연기념물 제18호로 지정되어 있다.